# Heilig Hartbeeld (Donk)
Het Heilig Hartbeeld is een standbeeld in de Nederlandse plaats Donk, in de provincie Noord-Brabant.

## Achtergrond
Het neogotische Heilig Hartbeeld werd in 1922 gemaakt door Jan Custers en is geplaatst naast de Sint-Leonarduskerk.

## Beschrijving
Het beeld is een staande Christusfiguur die zijn beide armen langs het lichaam naar beneden houdt. Op zijn borst draagt hij het Heilig Hart.
Op de sokkel vermeldt een koperen plaquette de tekst 

H.Hart van Jezus zegen de parochie Donk U toegewijd 1922

## Waardering
Het beeldhouwwerk werd in 2002 als rijksmonument ingeschreven in het monumentenregister, het heeft onder meer "cultuurhistorische waarde als voorbeeld van de katholieke devotiecultuur in het zuiden. Het heeft kunsthistorisch belang als voorbeeld van het werk van het atelier Custers."